# Шварцбах (приток Эльзенца)
Шварцбах (нем. Schwarzbach) — река в Германии, протекает по земле Баден-Вюртемберг. Правый приток Эльзенца.
Шварцбах берёт начало в районе коммуны Нойнкирхен. Течёт на запад. На реке расположен город Вайбштадт. Шварцбах впадает в Эльзенц в коммуне Меккесхайм.
Общая длина реки 27,6 км, площадь водосборного бассейна — 200,903 км². Высота истока составляет 330 м, высота устья — 140 м.